# MLASA
MLASA, Akronym für Myopathie, Laktatazidose und Sideroblastische Anämie, ist eine sehr seltene angeborene Erkrankung mit den namensgebenden Hauptmerkmalen und gehört zu den metabolischen Myopathien.
Synonyme sind: Mitochondriale Myopathie und sideroblastische Anämie; MSA; Myopathie - Laktatazidose - sideroblastische Anämie
Die Erstbeschreibung stammt aus dem Jahre 1974 durch die englischen Ärzte J. M. Rawles und R. O. Weller.

## Verbreitung
Die Häufigkeit wird mit unter 1 zu 1.000.000 angegeben, bislang wurde über etwa 10 Betroffene berichtet. Die Vererbung erfolgt autosomal-rezessiv.

## Ursache
Je nach zugrunde liegender Mutation können folgende Typen unterschieden werden:
- MLASA1, Mutationen im PUS1-Gen auf Chromosom 12 Genort q24.33[3]
- MLASA2, Mutationen im YARS2-Gen auf Chromosom 12 Genort p11.21[4]
- MLASA3, Mutationen im mitochondrial kodiertem ATP6-Gen[5][6]

Die mangelhafte Pseudouridylierung der mitochondrialen tRNA kann zu Störungen der oxidativen Phosphorylierung führen.

## Klinische Erscheinungen
Klinische Kriterien sind:
- Krankheitsbeginn in der Kindheit
- fortschreitende Bewegungsschwäche durch mitochondriale Myopathie
- im Jugendlichenalter sideroblastische Anämie
- Laktatazidose

## Diagnose
In der Muskelbiopsie Nachweis verminderter Aktivitäten der Atemketten-Komplexe 1 und 4 und elektronenoptisch parakristalline Einschlüsse.